# Trinity College, Dublin

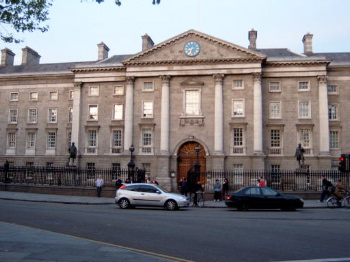
Trinity College

Trinity College, Dublin (TCD), är ett irländskt college beläget i huvudstaden Dublin. Trinity College, som formellt heter College of the Holy and Undivided Trinity of Queen Elizabeth near Dublin, grundades år 1592 av drottning Elizabeth I. Det är en del av Dublins universitet, som är Irlands äldsta. Trinity College är beläget på College Green, mittemot det gamla parlamentshuset, som idag är säte för den irländska riksbanken. Campuset upptar 19 hektar (190 000 kvadratmeter) och innehåller flera byggnader som omgärdar en stor park och två spelplaner.
Trinity College och Dublins universitet är en enda enhet och kallas ofta för University of Dublin, Trinity College. Det enda undantaget gäller examensrätten, eftersom det är Trinity College som står för utbildningen och som anställer personalen, men Dublins universitet ger ut examina.

## Externa länkar

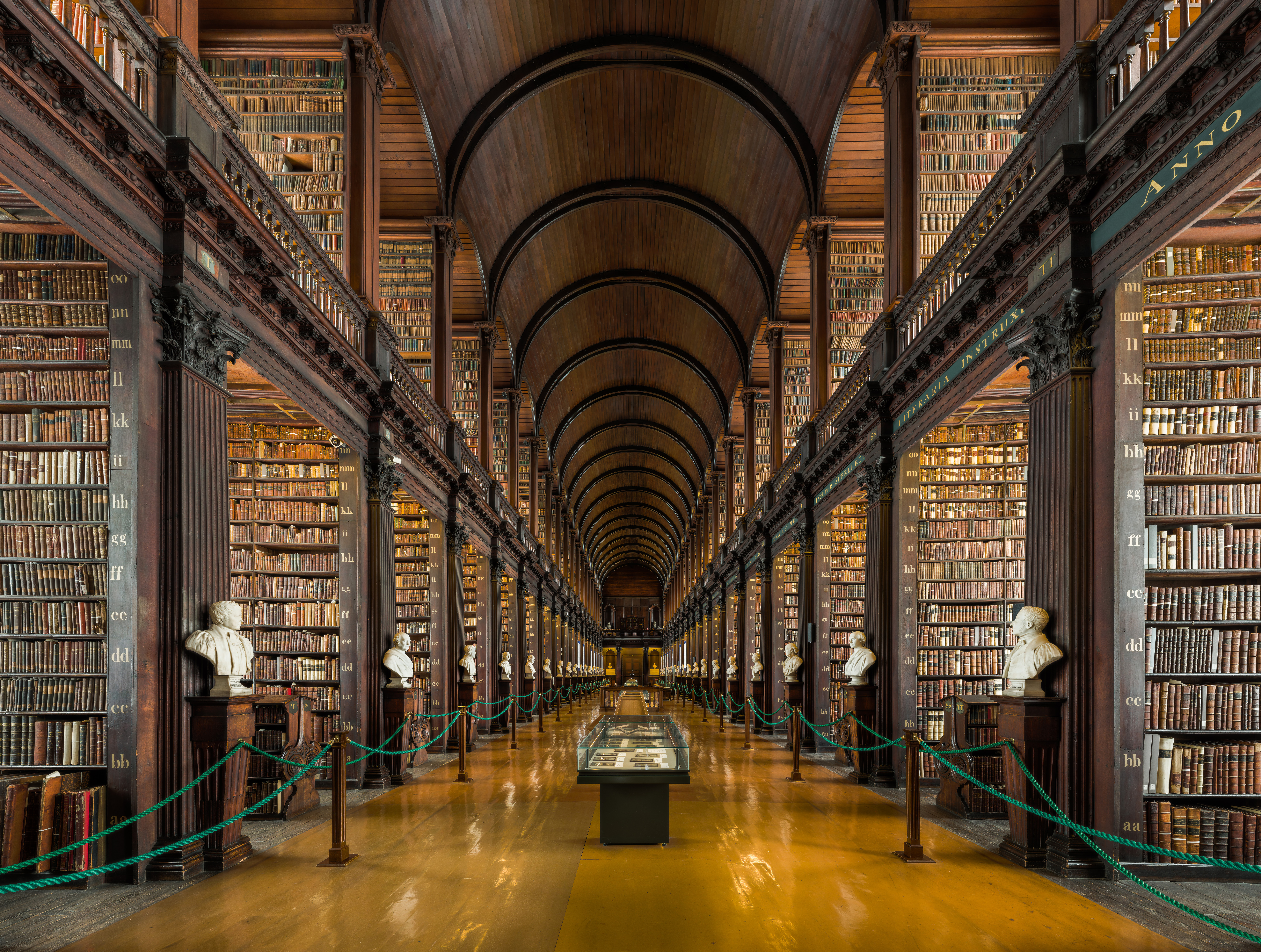
"Long room", i biblioteket

## Professurer
- Regius Professor of Laws
- Regius Professor of Physic
- Regius Professor of Greek
- Regius Professor of Surgery

## Kända studenter
- Edmund Burke
- Jonathan Swift
- Oscar Wilde